# Gérard Bonnevie
Gérard Bonnevie (Val-d'Isère, 20 febbraio 1952) è un ex sciatore alpino francese.

## Biografia
Slalomista puro, Bonnevie fu convocato per gli XI Giochi olimpici invernali di Sapporo 1972 ma non partecipò alla gara; nel 1973 partecipò alla contestazione di un gruppo di atleti di primo piano della nazionale francese contro i responsabili tecnici, Jean Vuarnet e Georges Joubert, e la Federazione sciistica della Francia lo mise temporaneamente fuori squadra, ma fu poi reintegrato. Ai Mondiali di Sankt Moritz 1974 si classificò al 4º posto e in Coppa Europa nella stagione 1974-1975 fu 3º nella classifica di specialità; ai XII Giochi olimpici invernali di Innsbruck 1976 non completò la gara. Non ottenne piazzamenti in Coppa del Mondo.